# Carex microptera
Espèce
Classification phylogénétique
Carex microptera est une espèce de plantes du genre Carex et de la famille des Cyperaceae.